# Tampèlga (Bouroum)
Pour les articles homonymes, voir Tampèlga.
Tampèlga est une localité située dans le département de Bouroum de la province du Namentenga dans la région Centre-Nord au Burkina Faso. 

## Géographie
Village dispersé en plusieurs centres d'haibitations, Tampèlga se trouve à 6 km au sud-ouest de Bouroum, le chef-lieu du département, et à 40 km au nord de Tougouri. Le village est à 2 km à l'est de Boulwogdo et de la route départementale 22 reliant Bouroum à Tougouri.

## Économie
L'économie du village, traditionnellement agro-pastorale, est également affectée par l'orpaillage artisanal pratiqué sur des petits filons secondaires présents sur son territoire et sur celui de Boulwogdo.

## Éducation et santé
Le centre de soins le plus proche de Tampèlga est le centre de santé et de promotion sociale (CSPS) de Bouroum tandis que le centre médical (CM) de la province se trouve à Tougouri.
Tampèlga possède une école primaire publique.